# Безбородов, Константин Александрович
Константи́н Алекса́ндрович Безборо́дов (род. 22 апреля 1978 года) — российский  хоккеист, вратарь. Тренер вратарей.

## Биография
Воспитанник московской хоккейной школы «Русь», игровую карьеру начал в 1993 году в ЦСКА-2, с 1996 года — в основном составе ЦСКА, которое в сезоне 1997/1998 вернулось в Суперлигу. В 1999—2001 годы играл в составе «Крыльев Советов», следующий сезон начал в клубе  «Москва», но по его ходу вернулся в «Крылья Советов».
Сезон 2001/2002 разделил между ЦСКА (игравшим в Суперлиге) и екатеринбургской «Динамо-Энергией» (высшая лига), в следующем сезоне защищал ворота другого клуба высшей лиги России — кирово-чепецкой «Олимпии».
В сезоне 2003/2004 играл в составе могилёвского клуба «Химволокно», выступавшего в чемпионате Белоруссии и ставшего бронзовым призёром ВЕХЛ.
Завершил игровую карьеру в созданном на базе его хоккейной школы клубе «Русь», после чего стал в ней тренером вратарей, а позже — идеологом индивидуального хоккейного тренировочного лагеря «Планета хоккея». Окончил Российский государственный университет физической культуры, спорта, молодёжи и туризма, а также высшую школу тренеров при нём.

## Достижения
- Серебряный призер чемпионата России 1997/1998 (1 лига)
- Обладатель Кубка ФХР 2000
- Серебряный призер чемпионата России 2000/2001 (Высшая лига)
- Бронзовый призёр ВЕХЛ 2003/2004[англ.].